# Salida (tango)
salida (av spanskans salir, gå ut, komma ifrån ett utgångläge), en stegsekvens inom argentinsk tango som har tjänat som utgångspunkt i mycket av de senaste trettio årens tangoundervisning. Salidan finns i olika varianter men ryms vanligen inom åtta taktslag.
Inom pardansen Kizomba förekommer samma stegsekvens med det portugisiska namnet ”saida” (portugisiska för salida). Kizomba kallas ibland för ”afrikansk tango” och har sitt ursprung i Angola som var en portugisisk koloni.

## Historik och användning
Den första salidan, som bestod av fyra steg och en avslutande samling, utvecklades på 1950-talet av Juan Carlos Copes och andra scendansare till den mer spektakulära variant som idag är mest spridd. Den innefattar åtta steg där följaren korsar benen i det femte. Den längre sekvensen är svår att använda i social dans eftersom interaktionen mellan paren på dansgolvet sällan medger planering av så många steg framåt, men den utgjorde en god utgångspunkt för den tidens koreografier, inte minst som ett naturligt sätt att gå in i en ocho, ett för den argentinska tangon karaktäristiskt steg.
Scendansare som turnerade i Europa lät efter hand salidan utgöra grunden för de tangolektioner som de gav till en europeisk publik, vilken snarare sökte en exotisk upplevelse under ett par timmar än verklig förståelse för tangons grunder. Med sin förmåga att inge elever en känsla av att verkligen dansa tango efter mycket kort tid av undervisning blev salidan snart utgångspunkten för en stor andel av tangolektionerna världen över och förankrade sig som det traditionella sättet att lära ut tango. Salidan fick till slut i många sammanhang status som tangons grundsteg.
Sedan 1990-talet har en stark reaktion uppstått både mot salidans starka ställning och mot att den av många kallas grundsteg. I undervisning för social dans fokuserar merparten av dagens lärare i stället på mindre byggstenar som tillsammans ger bättre improvisationsmöjligheter, samtidigt som scentangon har utvecklats långt bortom salidans horisont.

## Stegsekvens
I salidans vanligaste variant tar föraren dessa steg:
1. Bakåtsteg med höger
2. Sidosteg med vänster
3. Framåtsteg med höger, utanför följarens högerben
4. Framåtsteg med vänster
5. Samling med höger fot intill vänster
6. Framåtsteg med vänster
7. Sidosteg med höger
8. Samling med vänster fot intill höger

Följaren utför samtidigt dessa steg:
1. Framåtsteg med vänster
2. Sidosteg med höger
3. Bakåtsteg med vänster
4. Bakåtsteg med höger
5. Korsat steg med vänster fot strax till höger om höger fot
6. Bakåtsteg med höger
7. Sidosteg med vänster
8. Samling med höger fot intill vänster